# Ordgarius monstrosus
Ordgarius monstrosus är en spindelart som beskrevs av Eugen von Keyserling 1886. Ordgarius monstrosus ingår i släktet Ordgarius och familjen hjulspindlar.
Artens utbredningsområde är Queensland. Inga underarter finns listade i Catalogue of Life.